# Cúp bóng đá châu Phi 2017

Vô địch
Chung kết
Hạng ba
Hạng tư
Tứ kết
Vòng bảng

Cúp bóng đá châu Phi 2017 là Cúp bóng đá châu Phi lần thứ 31, được Liên đoàn bóng đá châu Phi (CAF) tổ chức. Giải đấu ban đầu dự định diễn ra ở Libya, quốc gia từng tổ chức thành công cúp bóng đá châu Phi 1982, nhưng đến tháng 8 năm 2014, Libya xin rút đăng cai giải đấu này do trong nước xảy ra nội chiến. Quyền đăng cai giải đấu được trao lại cho Gabon.
Cameroon đã giành chức vô địch lần thứ năm trong lịch sử sau khi vượt qua Ai Cập với tỉ số 2–1 và trở thành đại diện của châu Phi giành quyền tham dự Cúp Liên đoàn các châu lục 2017 diễn ra tại Nga. Đây cũng là giải đấu nhằm kỷ niệm 60 năm hình thành Cúp bóng đá châu Phi. Còn Bờ Biển Ngà trở thành đội đương kim vô địch thứ mười hai bị loại ngay từ vòng bảng (sau CHDC Congo là vào các năm 1970, 1976, Ghana là vào các năm 1980, 1984 cùng với Sudan 1972, Maroc 1978, Nigeria 1982, Ai Cập 1988 và Cameroon 1990, Algérie 1992 và Zambia 2013). Ngoài ra, Gabon trở thành đội chủ nhà thứ tư bị loại ngay từ vòng bảng (sau Ethiopia 1976, Bờ Biển Ngà 1984 và Tunisia 1994).

## Chọn nước chủ nhà
Vào ngày 29 tháng 1 năm 2011, trong khi diễn ra siêu cúp bóng đá châu Phi 2011, CAF chính thức công bố Libya là chủ nhà cúp bóng đá châu Phi 2013 và Maroc là chủ nhà cúp bóng đá châu Phi 2015. Tuy nhiên, do xảy ra nội chiến Libya, nên trình tự đăng cai sẽ thay đổi, cụ thể Nam Phi là chủ nhà của cúp bóng đá châu Phi 2013 và Libya là chủ nhà của cúp bóng đá châu Phi 2017.
Ngày 22 tháng 8 năm 2014, Libya chính thức rút đăng cai Cúp bóng đá châu Phi 2017 do trong nước xảy ra nội chiến lần thứ hai. CAF đã tiếp nhận 12 hồ sơ xin đăng cai giải đấu này là: Algérie, Ai Cập, Ethiopia, Gabon, Ghana, Kenya, Mali, Rwanda, Sudan, Tanzania, Uganda, Zimbabwe. Tuy nhiên, Ai Cập đã rút lui vào phút chót. CAF không chấp nhận đơn xin đăng cai của Ethiopia, Kenya, Mali, Rwanda, Sudan, Tanzania, Uganda, Zimbabwe do thiếu những điều kiện cần thiết, chỉ còn lại 3 ứng cử viên đăng cai là Algérie, Gabon và Ghana.
Vào ngày 8 tháng 4, 2015, Chủ tịch CAF Issa Hayatou công bố Gabon trở thành chủ nhà Cúp bóng đá châu Phi 2017 sau khi nước này nhận được nhiều phiếu bầu hơn so với đối thủ cạnh tranh là Algérie. Gabon từng đồng đăng cai cúp bóng đá châu Phi 2012 với Guinea Xích Đạo, quốc gia từng thế chỗ đăng cai cúp bóng đá châu Phi 2015 sau khi Maroc bỏ cuộc vì dịch bệnh virus Ebola.

## Vòng loại
51 đội bóng được chia làm 13 bảng, 12 bảng bốn đội và 1 bảng ba đội để thi đấu vòng tròn hai lượt, sân nhà, sân khách để chọn ra 13 đội nhất bảng và hai đội nhì bảng tốt nhất (không tính bảng ba đội) để giành vé dự VCK ở Gabon.

### Các đội vượt qua vòng loại
| Đội          | Tư cách qua vòng loại | Ngày vượt qua vòng loại | Số lần tham dự | Lần tham dự gần đây nhất | Thành tích tốt nhất                                | Xếp hạng FIFA |
| ------------ | --------------------- | ----------------------- | -------------- | ------------------------ | -------------------------------------------------- | ------------- |
| Gabon        | Chủ nhà               | 8 tháng 4 năm 2015      | 7th            | 2015                     | Tứ kết (1996, 2012)                                | 110           |
| Maroc        | Nhất bảng F           | 29 tháng 3 năm 2016     | 16th           | 2013                     | Vô địch (1976)                                     | 60            |
| Algérie      | Nhất bảng J           | 2 tháng 6 năm 2016      | 17th           | 2015                     | Vô địch (1990)                                     | 35            |
| Cameroon     | Nhất bảng M           | 3 tháng 6 năm 2016      | 18th           | 2015                     | Vô địch (1984, 1988, 2000, 2002)                   | 59            |
| Sénégal      | Nhất bảng K           | 4 tháng 6 năm 2016      | 14th           | 2015                     | Á quân (2002)                                      | 32            |
| Ai Cập       | Nhất bảng G           | 4 tháng 6 năm 2016      | 23rd           | 2010                     | Vô địch (1957, 1959, 1986, 1998, 2006, 2008, 2010) | 46            |
| Ghana        | Nhất bảng H           | 5 tháng 6 năm 2016      | 21st           | 2015                     | Vô địch (1963, 1965, 1978, 1982)                   | 45            |
| Guiné-Bissau | Nhất bảng E           | 5 tháng 6 năm 2016      | 1st            | none                     | Lần đầu                                            | 69            |
| Zimbabwe     | Nhất bảng L           | 5 tháng 6 năm 2016      | 3rd            | 2006                     | Vòng bảng (2004, 2006)                             | 110           |
| Mali         | Nhất bảng C           | 5 tháng 6 năm 2016      | 10th           | 2015                     | Á quân (1972)                                      | 58            |
| Bờ Biển Ngà  | Nhất bảng I           | 3 tháng 9 năm 2016      | 22nd           | 2015                     | Vô địch (1992, 2015)                               | 34            |
| Uganda       | Nhì bảng D            | 4 tháng 9 năm 2016      | 6th            | 1978                     | Á quân (1978)                                      | 72            |
| Burkina Faso | Nhất bảng D           | 4 tháng 9 năm 2016      | 11th           | 2015                     | Á quân (2013)                                      | 67            |
| Tunisia      | Nhất bảng A           | 4 tháng 9 năm 2016      | 18th           | 2015                     | Vô địch (2004)                                     | 38            |
| CHDC Congo   | Nhất bảng B           | 4 tháng 9 năm 2016      | 18th           | 2015                     | Vô địch (1968, 1974)                               | 49            |
| Togo         | Nhì bảng A            | 4 tháng 9 năm 2016      | 8th            | 2013                     | Tứ kết (2013)                                      | 93            |

## Địa điểm
4 địa điểm dưới đây được xác định vào tháng 10 năm 2016.
| Libreville            | Franceville              | LibrevilleFrancevillePort-GentilOyem | Oyem              | Port-Gentil              |
| --------------------- | ------------------------ | ------------------------------------ | ----------------- | ------------------------ |
| Sân vận động Hữu nghị | Sân vận động Franceville | LibrevilleFrancevillePort-GentilOyem | Sân vận động Oyem | Sân vận động Port-Gentil |
| Sức chứa: 40.000      | Sức chứa: 25.000         | LibrevilleFrancevillePort-GentilOyem | Sức chứa: 20.500  | Sức chứa: 20.000         |
|                       |                          | LibrevilleFrancevillePort-GentilOyem |                   |                          |

## Trọng tài
Dưới đây là danh sách các trọng tài tham gia điều khiển các trận đấu của Cúp bóng đá châu Phi 2017.
Trọng tài chính
| - Mehdi Abid Charef - Joshua Bondo - Sidi Alioum - Denis Dembele - Gehad Grisha - Bamlak Tessema Weyesa | - Eric Otogo-Castane - Bakary Gassama - Hamada Nampiandraza - Redouane Jiyed - Mahamadou Keita - Ali Lemghaifry | - Daniel Bennett - Malang Diedhiou - Bernard Camille - Youssef Essrayri - Janny Sikazwe |

Trợ lý trọng tài
| - Albdelhak Etchiali - Jerson Emiliano Dos Santos - Jean-Claude Birumushahu - Evarist Menkouande - Elvis Guy Noupue Nguegoue - Marius Donatien Tan - Tahssen Abo El Sadat Bedyer | - Théophile Vinga - Aboubacar Doumbouya - Marwa Range - Redouane Achik - Arsénio Chadreque Marengula - Yahaya Mahamadou - Abel Baba | - Olivier Safari Kabene - Djibril Camara - El Hadji Malick Samba - Zakhele Siwela - Ali Waleed Ahmed - Mohammed Abdallah Ibrahim - Anouar Hmila |

## Bốc thăm
Lễ bốc thăm vòng bảng diễn ra vào ngày 19 tháng 10 năm 2016 tại Libreville, Gabon.
| Nhóm 1 | Nhóm 2                                                                                     | Nhóm 3                                                                          | Nhóm 4                                                                             |
| --- | ------------------------------------------------------------------------------------------ | ------------------------------------------------------------------------------- | ---------------------------------------------------------------------------------- |
| Gabon (chủ nhà; nằm ở nhóm A1) · Bờ Biển Ngà (đương kim vô địch; nằm ở nhóm C1) · Ghana (56.5 điểm) · Algérie (43.5 điểm) | Tunisia (34.5 điểm) · Mali (33.5 điểm) · Burkina Faso (33.5 điểm) · CHDC Congo (29.5 điểm) | Cameroon (29 điểm) · Sénégal (24 điểm) · Maroc (18.5 điểm) · Ai Cập (15.5 điểm) | Togo (15.5 điểm) · Uganda (12 điểm) · Zimbabwe (10 điểm) · Guiné-Bissau (8.5 điểm) |

## Vòng bảng
Hai đội đứng đầu mỗi bảng giành quyền vào vòng tứ kết.
Giờ thi đấu tính theo giờ địa phương (UTC+1)

### Tiêu chí xếp hạng
Nếu hai hay nhiều đội cùng điểm với nhau khi kết thúc vòng đấu bảng, các tiêu chí để xếp hạng theo thứ tự như sau:
1. Thành tích đối đầu trực tiếp giữa các đội
2. Hiệu số bàn thắng thua khi đối đầu trực tiếp
3. Bàn thắng ghi được khi đối đầu trực tiếp
4. Hiệu số bàn thắng thua trong bảng đấu
5. Bàn thắng ghi được trong bảng đấu
6. Ban tổ chức bốc thăm

### Bảng A
| VT | Đội          | ST | T | H | B | BT | BB | HS | Đ | Giành quyền tham dự     |
| -- | ------------ | -- | - | - | - | -- | -- | -- | - | ----------------------- |
| 1  | Burkina Faso | 3  | 1 | 2 | 0 | 4  | 2  | +2 | 5 | Vòng đấu loại trực tiếp |
| 2  | Cameroon     | 3  | 1 | 2 | 0 | 3  | 2  | +1 | 5 | Vòng đấu loại trực tiếp |
| 3  | Gabon (H)    | 3  | 0 | 3 | 0 | 2  | 2  | 0  | 3 |                         |
| 4  | Guiné-Bissau | 3  | 0 | 1 | 2 | 2  | 5  | −3 | 1 |                         |

| Gabon          | 1–1      | Guiné-Bissau    |
| -------------- | -------- | --------------- |
| Aubameyang 52' | Chi tiết | J. Soares 90+1' |

| Burkina Faso | 1–1      | Cameroon      |
| ------------ | -------- | ------------- |
| Dayo 75'     | Chi tiết | Moukandjo 35' |

| Gabon                  | 1–1      | Burkina Faso |
| ---------------------- | -------- | ------------ |
| Aubameyang 38' (ph.đ.) | Chi tiết | Nakoulma 23' |

| Cameroon                       | 2–1      | Guiné-Bissau |
| ------------------------------ | -------- | ------------ |
| Siani 61' · Ngadeu-Ngadjui 78' | Chi tiết | Piqueti 13'  |

| Cameroon | 0–0      | Gabon |
| -------- | -------- | ----- |
|          | Chi tiết |       |

| Guiné-Bissau | 0–2      | Burkina Faso                            |
| ------------ | -------- | --------------------------------------- |
|              | Chi tiết | - Rudinilson 12' (l.n.) - B. Traoré 58' |

### Bảng B
| VT | Đội      | ST | T | H | B | BT | BB | HS | Đ | Giành quyền tham dự     |
| -- | -------- | -- | - | - | - | -- | -- | -- | - | ----------------------- |
| 1  | Sénégal  | 3  | 2 | 1 | 0 | 6  | 2  | +4 | 7 | Vòng đấu loại trực tiếp |
| 2  | Tunisia  | 3  | 2 | 0 | 1 | 6  | 5  | +1 | 6 | Vòng đấu loại trực tiếp |
| 3  | Algérie  | 3  | 0 | 2 | 1 | 5  | 6  | −1 | 2 |                         |
| 4  | Zimbabwe | 3  | 0 | 1 | 2 | 4  | 8  | −4 | 1 |                         |

| Algérie         | 2–2      | Zimbabwe                           |
| --------------- | -------- | ---------------------------------- |
| Mahrez 12', 82' | Chi tiết | Mahachi 17' · Mushekwi 29' (ph.đ.) |

| Tunisia | 0–2      | Sénégal                       |
| ------- | -------- | ----------------------------- |
|         | Chi tiết | Mané 10' (ph.đ.) · Mbodji 30' |

| Algérie     | 1–2      | Tunisia                                |
| ----------- | -------- | -------------------------------------- |
| Hanni 90+2' | Chi tiết | - Mandi 50' (l.n.) - Sliti 66' (ph.đ.) |

| Sénégal                | 2–0      | Zimbabwe |
| ---------------------- | -------- | -------- |
| - Mané 9' - Saivet 13' | Chi tiết |          |

| Sénégal              | 2–2      | Algérie          |
| -------------------- | -------- | ---------------- |
| - Diop 44' - Sow 53' | Chi tiết | Slimani 10', 52' |

| Zimbabwe                 | 2–4      | Tunisia                                                     |
| ------------------------ | -------- | ----------------------------------------------------------- |
| - Musona 42' - Ndoro 58' | Chi tiết | - Sliti 9' - Msakni 22' - Khenissi 36' - Khazri 45' (ph.đ.) |

### Bảng C
| VT | Đội         | ST | T | H | B | BT | BB | HS | Đ | Giành quyền tham dự     |
| -- | ----------- | -- | - | - | - | -- | -- | -- | - | ----------------------- |
| 1  | Maroc       | 3  | 2 | 1 | 0 | 5  | 2  | +3 | 7 | Vòng đấu loại trực tiếp |
| 2  | CHDC Congo  | 3  | 1 | 2 | 0 | 6  | 4  | +2 | 5 | Vòng đấu loại trực tiếp |
| 3  | Bờ Biển Ngà | 3  | 0 | 2 | 1 | 2  | 3  | −1 | 2 |                         |
| 4  | Togo        | 3  | 0 | 1 | 2 | 2  | 6  | −4 | 1 |                         |

| Bờ Biển Ngà | 0–0      | Togo |
| ----------- | -------- | ---- |
|             | Chi tiết |      |

| CHDC Congo    | 1–1      | Maroc      |
| ------------- | -------- | ---------- |
| Kabananga 55' | Chi tiết | Hakimi 81' |

| Bờ Biển Ngà          | 2–2      | CHDC Congo                   |
| -------------------- | -------- | ---------------------------- |
| - Bony 25' - Dié 67' | Chi tiết | - Kebano 10' - Kanabanga 28' |

| Maroc                                        | 3–1      | Togo       |
| -------------------------------------------- | -------- | ---------- |
| - Bouhaddouz 14' - Saïss 21' - En-Nesyri 72' | Chi tiết | Dossevi 5' |

| Maroc      | 1–0      | Bờ Biển Ngà |
| ---------- | -------- | ----------- |
| Alioui 64' | Chi tiết |             |

| Togo     | 1–3      | CHDC Congo                                |
| -------- | -------- | ----------------------------------------- |
| Laba 69' | Chi tiết | - Kabananga 29' - Mubele 54' - M'Poku 80' |

### Bảng D
| VT | Đội    | ST | T | H | B | BT | BB | HS | Đ | Giành quyền tham dự     |
| -- | ------ | -- | - | - | - | -- | -- | -- | - | ----------------------- |
| 1  | Ai Cập | 3  | 2 | 1 | 0 | 2  | 0  | +2 | 7 | Vòng đấu loại trực tiếp |
| 2  | Ghana  | 3  | 2 | 0 | 1 | 2  | 1  | +1 | 6 | Vòng đấu loại trực tiếp |
| 3  | Mali   | 3  | 0 | 2 | 1 | 1  | 2  | −1 | 2 |                         |
| 4  | Uganda | 3  | 0 | 1 | 2 | 1  | 3  | −2 | 1 |                         |

| Ghana               | 1–0      | Uganda |
| ------------------- | -------- | ------ |
| A. Ayew 32' (ph.đ.) | Chi tiết |        |

| Mali | 0–0      | Ai Cập |
| ---- | -------- | ------ |
|      | Chi tiết |        |

| Ghana    | 1–0      | Mali |
| -------- | -------- | ---- |
| Gyan 21' | Chi tiết |      |

| Ai Cập   | 1–0      | Uganda |
| -------- | -------- | ------ |
| Said 89' | Chi tiết |        |

| Ai Cập       | 1–0      | Ghana |
| ------------ | -------- | ----- |
| M. Salah 11' | Chi tiết |       |

| Uganda   | 1–1      | Mali         |
| -------- | -------- | ------------ |
| Miya 70' | Chi tiết | Bissouma 73' |

## Vòng đấu loại trực tiếp

### Sơ đồ
|  | Tứ kết                   | Tứ kết                  |                         |       | Bán kết       | Bán kết       |  |  | Chung kết | Chung kết |
|  |                          |                         |                         |       |               |               |  |  |           |           |
|  | 28 tháng 1 – Libreville  |                         |                         |       |               |               |  |  |           |           |
|  |                          |                         |                         |       |               |               |  |  |           |           |
|  | Burkina Faso             | 2                       |                         |       |               |               |  |  |           |           |
|  | Burkina Faso             | 2                       | 1 tháng 2 – Libreville  |       |               |               |  |  |           |           |
|  | Tunisia                  | 0                       |                         |       |               |               |  |  |           |           |
|  | Tunisia                  | 0                       | Burkina Faso            | 1 (3) |               |               |  |  |           |           |
|  | 29 tháng 1 – Port-Gentil |                         | Burkina Faso            | 1 (3) |               |               |  |  |           |           |
|  |                          | Ai Cập                  | 1 (4)                   |       |               |               |  |  |           |           |
|  | Ai Cập                   | Ai Cập                  | 1 (4)                   | 1     |               |               |  |  |           |           |
|  | Ai Cập                   |                         | 5 tháng 2 – Libreville  | 1     |               |               |  |  |           |           |
|  | Maroc                    | 0                       |                         |       |               |               |  |  |           |           |
|  | Maroc                    | 0                       | Ai Cập                  | 1     |               |               |  |  |           |           |
|  | 28 tháng 1 – Franceville |                         | Ai Cập                  | 1     |               |               |  |  |           |           |
|  |                          | Cameroon                | 2                       |       |               |               |  |  |           |           |
|  | Sénégal                  | Cameroon                | 2                       | 0 (4) |               |               |  |  |           |           |
|  | Sénégal                  | 2 tháng 2 – Franceville |                         | 0 (4) |               |               |  |  |           |           |
|  | Cameroon                 | 0 (5)                   |                         |       |               |               |  |  |           |           |
|  | Cameroon                 | 0 (5)                   | Cameroon                | 2     |               |               |  |  |           |           |
|  | 29 tháng 1 – Oyem        |                         | Cameroon                | 2     |               |               |  |  |           |           |
|  |                          | Ghana                   | 0                       |       | Tranh hạng ba | Tranh hạng ba |  |  |           |           |
|  | CHDC Congo               | Ghana                   | 0                       | 1     | Tranh hạng ba | Tranh hạng ba |  |  |           |           |
|  | CHDC Congo               |                         | 4 tháng 2 – Port-Gentil | 1     |               |               |  |  |           |           |
|  | Ghana                    | 2                       |                         |       |               |               |  |  |           |           |
|  | Ghana                    | 2                       | Burkina Faso            | 1     |               |               |  |  |           |           |
|  |                          |                         |                         |       |               |               |  |  |           |           |
|  | Ghana                    | 0                       |                         |       |               |               |  |  |           |           |
|  | Ghana                    | 0                       |                         |       |               |               |  |  |           |           |

### Tứ kết
| Burkina Faso               | 2–0      | Tunisia |
| -------------------------- | -------- | ------- |
| - Bancé 81' - Nakoulma 85' | Chi tiết |         |

| Sénégal                                  | 0–0 (s.h.p.) | Cameroon                                         |
| ---------------------------------------- | ------------ | ------------------------------------------------ |
|                                          | Chi tiết     |                                                  |
| Loạt sút luân lưu                        |              |                                                  |
| - Koulibaly - Kara - Sow - Saivet - Mané | 4–5          | - Moukandjo - Oyongo - Teikeu - Zoua - Aboubakar |

| CHDC Congo | 1–2      | Ghana                               |
| ---------- | -------- | ----------------------------------- |
| M'Poku 68' | Chi tiết | - J. Ayew 63' - A. Ayew 78' (ph.đ.) |

| Ai Cập      | 1–0      | Maroc |
| ----------- | -------- | ----- |
| Kahraba 88' | Chi tiết |       |

### Bán kết
| Burkina Faso                                      | 1–1 (s.h.p.) | Ai Cập                                     |
| ------------------------------------------------- | ------------ | ------------------------------------------ |
| Bancé 73'                                         | Chi tiết     | M. Salah 66'                               |
| Loạt sút luân lưu                                 |              |                                            |
| - Al. Traoré - Diawara - Yago - Koffi - B. Traoré | 3–4          | - Said - Sobhi - Hegazy - M. Salah - Warda |

| Cameroon                              | 2–0      | Ghana |
| ------------------------------------- | -------- | ----- |
| - Ngadeu-Ngadjui 72' - Bassogog 90+3' | Chi tiết |       |

### Tranh hạng ba
| Burkina Faso   | 1–0      | Ghana |
| -------------- | -------- | ----- |
| Al. Traoré 89' | Chi tiết |       |

### Chung kết
| Ai Cập       | 1–2      | Cameroon                      |
| ------------ | -------- | ----------------------------- |
| El Nenny 22' | Chi tiết | - Nkoulou 58' - Aboubakar 88' |

### Vô địch
| Vô địch Cúp bóng đá châu Phi 2017 Cameroon Lần thứ năm |

## Danh sách cầu thủ ghi bàn
3 bàn
- Junior Kabananga

2 bàn
- Riyad Mahrez
- Islam Slimani
- Aristide Bancé
- Préjuce Nakoulma
- Michael Ngadeu-Ngadjui
- Paul-José M'Poku
- Mohamed Salah
- Pierre-Emerick Aubameyang
- André Ayew
- Sadio Mané
- Naïm Sliti

1 bàn
- Sofiane Hanni
- Issoufou Dayo
- Alain Traoré
- Bertrand Traoré
- Vincent Aboubakar
- Christian Bassogog
- Benjamin Moukandjo
- Nicolas N'Koulou
- Sébastien Siani
- Neeskens Kebano
- Firmin Ndombe Mubele
- Mohamed Elneny
- Kahraba
- Abdallah Said
- Jordan Ayew
- Asamoah Gyan
- Piqueti
- Juary Soares
- Wilfried Bony
- Serey Dié
- Yves Bissouma
- Rachid Alioui
- Aziz Bouhaddouz
- Youssef En-Nesyri
- Romain Saïss
- Papakouli Diop
- Kara Mbodji
- Henri Saivet
- Moussa Sow
- Mathieu Dossevi
- Kodjo Fo-Doh Laba
- Wahbi Khazri
- Taha Yassine Khenissi
- Youssef Msakni
- Farouk Miya
- Kudakwashe Mahachi
- Tendai Ndoro
- Nyasha Mushekwi
- Knowledge Musona

phản lưới nhà
- Aïssa Mandi (trong trận gặp Tunisia)
- Rudinilson Silva (trong trận gặp Burkina Faso)

## Giải thưởng
- Vua phá lưới:  Junior Kabananga (3 bàn)
- Cầu thủ xuất sắc nhất:  Christian Bassogog
- Thủ môn xuất sắc nhất:  Essam El-Hadary
- Đội đoạt giải phong cách:  Ai Cập
- Đội hình tiêu biểu

| Thủ môn       | Hậu vệ                                          | Tiền vệ                                                                    | Tiền đạo                            |
| ------------- | ----------------------------------------------- | -------------------------------------------------------------------------- | ----------------------------------- |
| Fabrice Ondoa | Kara Mbodji Ahmed Hegazy Michael Ngadeu-Ngadjui | Charles Kaboré Daniel Amartey Bertrand Traoré Christian Atsu Mohamed Salah | Christian Bassogog Junior Kabananga |

### Thẻ phạt
| Cầu thủ            | Ghi chú                             | Treo giò                 |
| ------------------ | ----------------------------------- | ------------------------ |
| Georges Mandjeck   | với Burkina Faso · với Guiné-Bissau | Bảng A với Gabon         |
| Joyce Lomalisa     | với Maroc                           | Bảng C với Bờ Biển Ngà   |
| Juary Soares       | với Cameroon · với Burkina Faso     | Vòng loại CAN 2019       |
| Faouzi Ghoulam     | với Tunisia · với Sénégal           | Vòng loại CAN 2019       |
| Charles Kaboré     | với Guiné-Bissau · với Tunisia      | Bán kết với Ai Cập       |
| Tarek Hamed        | với Uganda · với Maroc              | Bán kết với Burkina Faso |
| Ahmed Fathy        | với Mali · với Burkina Faso         | Chung kết với Cameroon   |
| Kahraba            | với Maroc · với Burkina Faso        | Chung kết với Cameroon   |
| Benjamin Moukandjo | với Burkina Faso · với Ghana        | Chung kết với Ai Cập     |
| Collins Fai        | với Sénégal · với Ai Cập            | Vòng loại CAN 2019       |

## Bảng xếp hạng giải đấu
| VT | Đội          | ST | T | H | B | BT | BB | HS | Đ  | Kết quả chung cuộc  |
| -- | ------------ | -- | - | - | - | -- | -- | -- | -- | ------------------- |
| 1  | Cameroon     | 6  | 3 | 3 | 0 | 7  | 3  | +4 | 12 | Vô địch             |
| 2  | Ai Cập       | 6  | 3 | 2 | 1 | 5  | 3  | +2 | 11 | Á quân              |
| 3  | Burkina Faso | 6  | 3 | 3 | 0 | 8  | 3  | +5 | 12 | Hạng ba             |
| 4  | Ghana        | 6  | 3 | 0 | 3 | 4  | 5  | −1 | 9  | Hạng tư             |
|    |              |    |   |   |   |    |    |    |    |                     |
| 5  | Sénégal      | 4  | 2 | 2 | 0 | 6  | 2  | +4 | 8  | Bị loại ở tứ kết    |
| 6  | CHDC Congo   | 4  | 2 | 0 | 2 | 7  | 5  | +2 | 6  | Bị loại ở tứ kết    |
| 7  | Maroc        | 4  | 2 | 0 | 2 | 4  | 3  | +1 | 6  | Bị loại ở tứ kết    |
| 8  | Tunisia      | 4  | 2 | 0 | 2 | 6  | 7  | −1 | 6  | Bị loại ở tứ kết    |
|    |              |    |   |   |   |    |    |    |    |                     |
| 9  | Gabon (H)    | 3  | 0 | 3 | 0 | 2  | 2  | 0  | 3  | Bị loại ở vòng bảng |
| 10 | Algérie      | 3  | 0 | 2 | 1 | 5  | 6  | −1 | 2  | Bị loại ở vòng bảng |
| 11 | Bờ Biển Ngà  | 3  | 0 | 2 | 1 | 2  | 3  | −1 | 2  | Bị loại ở vòng bảng |
| 12 | Mali         | 3  | 0 | 2 | 1 | 1  | 2  | −1 | 2  | Bị loại ở vòng bảng |
| 13 | Uganda       | 3  | 0 | 1 | 2 | 1  | 3  | −2 | 1  | Bị loại ở vòng bảng |
| 14 | Guiné-Bissau | 3  | 0 | 1 | 2 | 2  | 5  | −3 | 1  | Bị loại ở vòng bảng |
| 15 | Zimbabwe     | 3  | 0 | 1 | 2 | 4  | 8  | −4 | 1  | Bị loại ở vòng bảng |
| 16 | Togo         | 3  | 0 | 1 | 2 | 2  | 6  | −4 | 1  | Bị loại ở vòng bảng |

## Nhà tài trợ
Vào tháng 7 năm 2016, Total đã bảo đảm gói tài trợ 8 năm từ Liên đoàn bóng đá châu Phi (CAF) để hỗ trợ 10 giải đấu chính thức, bao gồm Cúp bóng đá châu Phi (đổi tên thành Total Africa Cup of Nations).
| Tài trợ giải đấu | Tài trợ chính thức     |
| ---------------- | ---------------------- |
| - Total          | - Orange - beIN Sports |

## Linh vật
Linh vật chính thức của giải đấu là "Samba", một con báo đen.

## Truyền thông
| Quốc gia/vùng lãnh thổ | Đài sở hữu                                                                    | Ghi chú |
| ---------------------- | ----------------------------------------------------------------------------- | ------- |
| Argentina              | TyC Sports                                                                    |         |
| Châu Á                 | Fox Networks Group                                                            |         |
| Úc                     | beIN Sports                                                                   |         |
| Bangladesh             | Sony SIX Sony ESPN                                                            |         |
| Bénin                  | ORTB                                                                          |         |
| Brasil                 | Rede Globo SporTV                                                             |         |
| Bhutan                 | Sony SIX Sony ESPN                                                            |         |
| Canada                 | beIN Sports (tiếng Anh) Univision Canada (tiếng Tây Ban Nha) RDS (tiếng Pháp) |         |
| Cabo Verde             | RTC                                                                           |         |
| Caribbean              | Flow Sports                                                                   |         |
| Trung Mỹ               | Fox Sports                                                                    |         |
| Colombia               | Caracol TV RCN Television                                                     |         |
| DOMTOM                 | France Télévisions                                                            |         |
| Châu Âu                | Eurosport (trừ Pháp và Ý)                                                     |         |
| Guinea Xích Đạo        | RTVGE                                                                         |         |
| Pháp                   | beIN Sports                                                                   |         |
| Ghana                  | GTV/KTV                                                                       |         |
| Ấn Độ                  | Sony SIX Sony ESPN                                                            |         |
| Ireland                | Eurosport Ireland RTÉ Sport                                                   |         |
| Ý                      | Fox Sports Italia                                                             |         |
| Bờ Biển Ngà            | RTI                                                                           |         |
| Malaysia               |                                                                               |         |
| Maldives               | Sony SIX Sony ESPN                                                            |         |
| MENA                   | beIN Sports                                                                   |         |
| México                 | Televisa Fox Sports                                                           |         |
| Mali                   | ORTM                                                                          |         |
| Nepal                  | Sony SIX Sony ESPN                                                            |         |
| New Zealand            | Sky Sport                                                                     |         |
| Pacific Islands        | Sky Sport                                                                     |         |
| Pakistan               | Sony SIX Sony ESPN                                                            |         |
| San Marino             | Fox Sports Italia                                                             |         |
| Đông Nam Âu            | Eurosport                                                                     |         |
| Sénégal                | RTS                                                                           |         |
| Nam Phi                | SABC                                                                          |         |
| Nam Mỹ (trừ Brasil)    | Fox Sports                                                                    |         |
| Sri Lanka              | Sony SIX Sony ESPN                                                            |         |
| Châu Phi Sahara        | SuperSport (tiếng Anh và tiếng Bồ Đào Nha) TV5Monde Afrique (tiếng Pháp)      |         |
| Thổ Nhĩ Kỳ             | Eurosport 2                                                                   |         |
| Hoa Kỳ                 | beIN Sports (tiếng Anh) Univision Deportes (tiếng Tây Ban Nha)                |         |
| Thành Vatican          | Fox Sports Italia                                                             |         |